# 島原ドック
島原ドック協業組合（しまばらどっく）は、長崎県島原市に組合本部事務所を置く船舶修繕事業者である。

## 概要
島原半島内の造船所10社で構成する協業組合である
。島原港に島原本社・本工場を、長崎港に長崎本社・長崎工場を置いている。九州一円の内航船や各種漁船等の定期検査等を受注しており、九州商船・五島産業汽船・長崎汽船・野母商船などから主たる修繕工場として選定されている。ジェットフォイルや作業船等の特殊船舶にも対応する。
整備・修繕の作業については、造船業界においては下請け作業への依存が高いケースが多く、それでは品質管理が徹底されにくいとの考えから、作業は可能な限り自組合正職員で行い、高い品質管理を期すものとしており、機関の整備技術水準等について発注者から一定の評価を得ている。
国土交通省による舶用内燃機関サービス・ステーション（SS）の証明を取得している。

## 主要設備

### 島原本社・本工場
- 第1船台：350GT[3][6]
- 第2船台：200GT[3][6]
- 3,000t型浮ドック（100.0m × 28.0m × 2.5m、渠内寸法 幅23.0m× 深さ7.5m）[6]

### 長崎本社・長崎工場
- 3,000t型浮ドック（100.0m × 28.0m × 2.5m、渠内寸法 幅23.0m× 深さ7.5m）[6]

## 沿革
- 1972年（昭和47年）6月30日 - 島原半島内の造船所10社により設立[3][7]。
- 1994年（平成6年）3月 - 3,000型浮ドックを新造し島原港に設置[7]。それまで使用していた2,500型浮ドックを長崎港に移設[7]。長崎にも機関修理工場を設置[7]。